# Гулієв Зафар Гусейн-огли
Зафар Гусейн-огли Гулієв (липень 1951, Кіровабад, Азербайджанська РСР — 29 січня 2015, Тбілісі) — азербайджанський політолог, редактор.

## Життєпис
У 1978 році з відзнакою закінчив Інститут російської мови і літератури ім. М. Ф. Ахундова в Баку. У 1986—1990 рр. викладав філософію в Бакинській вищій партійній школі при ЦК КПРС, до 1998 р. читав лекції з філософії, політології та соціології в бакинських вишах.
У 1990—1998 роках — старший, потім провідний науковий співробітник Інституту філософії та права Національної Академії Наук Азербайджану.
У 1996 р. виступив співзасновником журналу Caspian Basin і по 1999 р. був його головним редактором. Одночасно в 1995—2010 рр. працював у щомісячному бюлетені «Політичний моніторинг Азербайджану» незалежного Інформаційного агентства ТУРАН — політичним експертом, керівником аналітичної служби, редактором.
Після 2010 р. — головний консультант газети «Азадлиг», оглядач російського Інформаційного агентства Regnum; глава аналітичної служби сайту Minval.Az.
27 січня 2015 р. вилетів до Грузії на медичне обстеження; при скануванні судин був виявлений тромбоз, але З. Гулієв відмовився від термінової операції; помер в номері готелю. Похований в Баку.

### Родина
Батько — Гусейн Мурсал-огли Гулієв (1913—2009), випускник сільськогосподарського інституту та Вищої партійної школи при ЦК КПРС; учасник Великої Вітчизняної війни; перший секретар Сафаралієвського райкому партії (1948—1952), Ісмаіллінського райкому партії (1954—1960), директор Губинського плодового радгоспу № 12 (1961—1971), головний агроном Міністерства радгоспів Азербайджану (1972—1977); депутат Верховної Ради Азербайджанської РСР 3, 4 і 5 скликань.
Мати — Захра Джафарова (1921—1994).
Має дружину та 2 сина.

## Наукова діяльність
У 1985 році в Харкові захистив кандидатську дисертацію з філософії.